# Vụ án tập đoàn phản cách mạng Hồ Phong
Vụ án phản cách mạng tập đoàn Hồ Phong là cách gọi của chính quyền Cộng hòa Nhân dân Trung Hoa đối với Hồ Phong và nhiều người khác trong thập niên 1950 ở Trung Quốc Đại lục; sau này được xác định là một vụ án oan. Đây là vụ án oan lớn nhất kể từ thời Chiến Quốc. Hồ Phong và những người khác đã bị quy chụp có bài viết với tư tưởng phản cách mạng và chống Đảng Cộng sản Trung Quốc và sau này tội danh đã được nâng lên thành phản cách mạng. Hồ Phong và vợ bị giam tù.
Tiếp theo đó là một chiến dịch quy kết tội đối với hơn 2.100 người bị cho là có tư tưởng chính trị chống cách mạng. 92 người đã bị bắt giữ, 62 bị quản thúc, và 75 người bị cách chức. Tổng cộng có 78 người bị quy chụp là phần tử thuộc Tập đoàn phản cách mạng Hồ Phong. Các nhân vật bị quy chụp bị khai trừ khỏi Đảng hoặc bị cách chức. Sau khi Mao Trạch Đông qua đời, vụ án này đã được xét lại và những nạn nhân được minh oan.
Tháng 9 năm 1980, Ban Chấp hành Trung ương Đảng Cộng sản Trung Quốc ra quyết định hủy bỏ bản án "Tập đoàn phản cách mạng Hồ Phong". Ngày 22 tháng 9 năm 1980, Chu Dương đến bệnh viện trao cho Hồ Phong quyết định hủy bỏ bản án của Trung ương.